# Het sein staat op rood
Het sein staat op rood is het eerste stripalbum uit de reeks Lefranc, bedacht, geschreven en getekend door Jacques Martin. 
Het verhaal startte in mei 1952 (7de jaargang) in nummer 21 (22 mei) van stripblad Kuifje en liep tot en met nummer 31 in 1953. Het verhaal werd nogmaals gepubliceerd in 1975 In het stripblad Pep (nummers 19 t/m 28, van mei t/m juli).
Het eerste album werd uitgegeven in De Lombard Collectie als hardcover met linnen rug in 1954 door uitgeverij Le Lombard.
In 1966 werd het album heruitgegeven door uitgeverij Vanderhout & Co. 
Uitgeverij Casterman gaf het album als softcover opnieuw uit met nummer 2 in de serie Lefranc in 1975. In 1974 was het vierde verhaal verschenen in de serie, Het hol van de wolf, dat als nummer 1 in de albumreeks werd uitgebracht. 
Deze uitgave uit 1975 kent verschillende herdrukken, in ieder geval in 1977, 1980, 1982, 1994, 2001 en 2016.

## Het verhaal
Journalist Guy Lefranc raakt betrokken bij goudsmokkel aan de Zwitserse grens. De zaak leidt hem naar een kasteel in de Vogezen waar hij de jonge scout Jean-Jean en inspecteur Renard leert kennen.
Een dag later wordt er een ultimatum gepubliceerd: als er niet een grote som goud wordt betaald, dan zal Parijs met een nucleaire bom vernietigd worden.
Lefrancs onderzoek brengt hem naar een landhuis en een fabriek, eigendom van Axel Borg. Deze blijkt onder de grond een complete installatie te hebben gebouwd van waaruit hij probeert de wereld zijn wil op te leggen.
Uiteindelijk weet Lefranc niet te voorkomen dat er een raket wordt afgevuurd op Parijs, maar hij slaagt er wel in de koers te veranderen, zodat de nucleaire lading in zee ontploft. Axel Borg weet te ontsnappen.